# Colin McComb
Colin McComb (* Mai 1970 in Evanston, Illinois) ist ein US-amerikanischer Autor und Game Designer.

## Leben
McComb studierte am Lake Forest College, wo er 1991 einen Abschluss in Philosophie erlangte. Direkt im Anschluss an sein Studium nahm McComb eine Stelle beim Rollenspiel-Verlag TSR an, für dessen Produktlinien er zahlreiche Regelwerksbände, Abenteuer und Magazinartikel schrieb. Er erhielt den Origins Award für das Beste Rollenspielabenteuer 1993 für Dragon Mountain und 1995 für die beste Rollenspielerweiterung für das Birthright Campaign Setting. Seine bekanntesten Arbeiten sind jedoch seine Beiträge zur Kampagnenwelt Planescape, für die er nach dem Abgang von David „Zeb“ Cook zusammen mit Monte Cook als hauptverantwortlicher Designer zuständig war.
1996 verließ McComb TSR, um eine Stelle in der Rollenspielabteilung des Computerspielentwicklers Interplay Entertainment anzunehmen, die später unter dem Namen Black Isle Studios auftrat. Dort übernahm er unter anderem kleinere Designarbeiten für Fallout 2. Seine Hauptaufgabe war jedoch ursprünglich die Entwicklung eines Konsolenrollenspiels im Stile von King’s Field und auf Grundlage der Planescape-Lizenz, die Interplay 1996 bei TSR erworben hatte. Das Projekt wurde jedoch eingestellt und McComb einem anderen Planescape-Projekt zugewiesen, das von Chris Avellone konzipiert wurde und dieselbe Spiel-Engine wie das Rollenspiel Baldur’s Gate verwenden sollte. Das Projekt erschien 1999 unter dem Titel Planescape: Torment und erwies sich weniger als Verkaufs-, dafür als umso größerer Kritikererfolg. Nach Avellone hatte McComb dabei den größten Anteil am Spielkonzept.
Im Jahr 2000 verließ McComb Black Isle und zog mit der Musikerin Robin Moulder, die er 2001 heiratete, nach Detroit, wo er seither freiberuflich als Autor tätig ist. Er trug unter anderem mehrfach zum Rollenspielregelwerk Pathfinder bei und schrieb Interviews, Berichte und Kritiken für die Musikmagazine Outburn und M.K. Ultra. 2004 veröffentlichte er zusammen mit seinen ehemaligen Planescape-Kollegen Monte Cook, Wolfgang Baur und Ray Vallese das Rollenspiel-Supplement Beyond Countless Doorways, das bei den ENnie Awards 2005 den silbernen ENnie für die zweitbeste Regelwerksergänzung und eine lobende Hervorhebung in der Kategorie Best Writing sowie den goldenen ENnie für das beste Coverdesign errang. Zusammen mit seiner Frau designte und schrieb er 2005 das Handbuch für das MMORPG RYL. Daneben unterrichtete McComb an der International Academy of Design and Technology zu den Themen Computerspieltheorie, Spielmechaniken und Game Design.
Am 10. August 2012 wurde bekannt gegeben, dass McComb für das Computer-Rollenspiel Wasteland 2 von InXile Entertainment als Schreiber engagiert wurde. Dieses war zuvor nach langer, vergeblicher Suche nach einem Finanzier über die Crowdfunding-Plattform Kickstarter (Website) finanziert worden. Im März 2013 schließlich startete InXile ein weiteres Crowdfunding-Projekt mit dem Titel Torment: Tides of Numenera, das ein geistiger Nachfolger zu Planescape: Torment werden sollte und für das McComb die kreative Leitung innehatte. Da es mit dem Rechteinhaber Wizards of the Coast im Vorfeld zu keiner Einigung hinsichtlich einer Planescape-Lizenz kam, wurde stattdessen das von Monte Cook ebenfalls per Kickstarter finanzierte Rollenspielregelwerk Numenera als Grundlage verwendet.

## Arbeiten

### Rollenspiele
TSR
- Advanced Dungeons & Dragons[3]
  - The Complete Book of Elves
  - Dragon Mountain
- Amazing Engine
  - The Galactos Barrier
  - Bughunter (ergänzendes Design)
- Birthright
  - Birthright Campaign Setting, mit Richard Baker[11]
  - Players Guide to Endier
  - Sword and Crown
- Dark Sun
  - The Complete Gladiators’ Handbook
- Drachenlanze
  - Taladas: The Minotaurs
  - Knight’s Sword
  - Tales of the Lance
- Dungeons & Dragons
  - Thunder Rift
- Planescape
  - Planescape Campaign Setting (Monsterdesign)
  - Planes of Law
  - Planes of Conflict
  - Players Primer to the Outlands (Audio-CD-Skript)
  - Well of Worlds
  - Hellbound: The Blood War
  - On Hallowed Ground
  - Faces of Evil: The Fiends
  - The Great Modron March
- Ravenloft
  - Islands of Terror
  - Howls in the Night
  - Ravenloft Monstrous Compendium III: Creatures of Darkness (ergänzendes Design)
  - Masque of the Red Death and Other Tales

Paizo Publishing
- Pathfinder
  - Faiths of Corruption
  - Lands of the Linnorm Kings
  - Ultimate Combat
  - Faiths of Balance
  - Humans of Golarion
  - Undead Revisited
  - Rival Guide
  - Faiths of Purity
  - Ultimate Magic
  - Inner Sea Primer
  - Misfit Monsters Redeemed
  - Varnhold Vanishing
  - Gnomes of Golarion
  - Game Mastery Guide
  - Andoran, Spirit of Liberty
  - Guide to the River Kingdoms
  - Cheliax, Empire of Devils
  - Beyond the Vault of Souls
  - It Came from the Stars Campaign Guide

Sword & Sorcery
- Beyond Countless Doorways

### Computerspiele
- Fallout 2
- Planescape: Torment
- Rock ’n’ Roll Racing 2: Red Asphalt
- Caesar’s Palace II

### Romane
- Oathbreaker #1: The Knight’s Tale
- Oathbreaker #2: The Magus’s Tale
- The Shaman’s Tale (Kurzgeschichte), in: Dreams in Shadow – Seventeen Stories All Told

### Sachbücher
- The Kobold Guide to Game Design – Volume III: Tools & Techniques